# ماثيو جلافي
ماثيو جلافي (بالإنجليزية: Matthew Glave)‏ هو ممثل أمريكي، ولد في 19 أغسطس 1963 بساغيناو في الولايات المتحدة.

## أعمال

### أفلام
- (1994) طفل خارج المنزل

## وصلات خارجية
- ماثيو جلافي على موقع IMDb (الإنجليزية)
- ماثيو جلافي على موقع ألو سيني (الفرنسية)
- ماثيو جلافي على موقع أول موفي (الإنجليزية)
- ماثيو جلافي على موقع قاعدة بيانات الأفلام السويدية (السويدية)
- ماثيو جلافي على موقع قاعدة بيانات الفيلم (الإنجليزية)
- ماثيو جلافي على موقع كينوبويسك (الروسية)